# Cocktail de crevettes

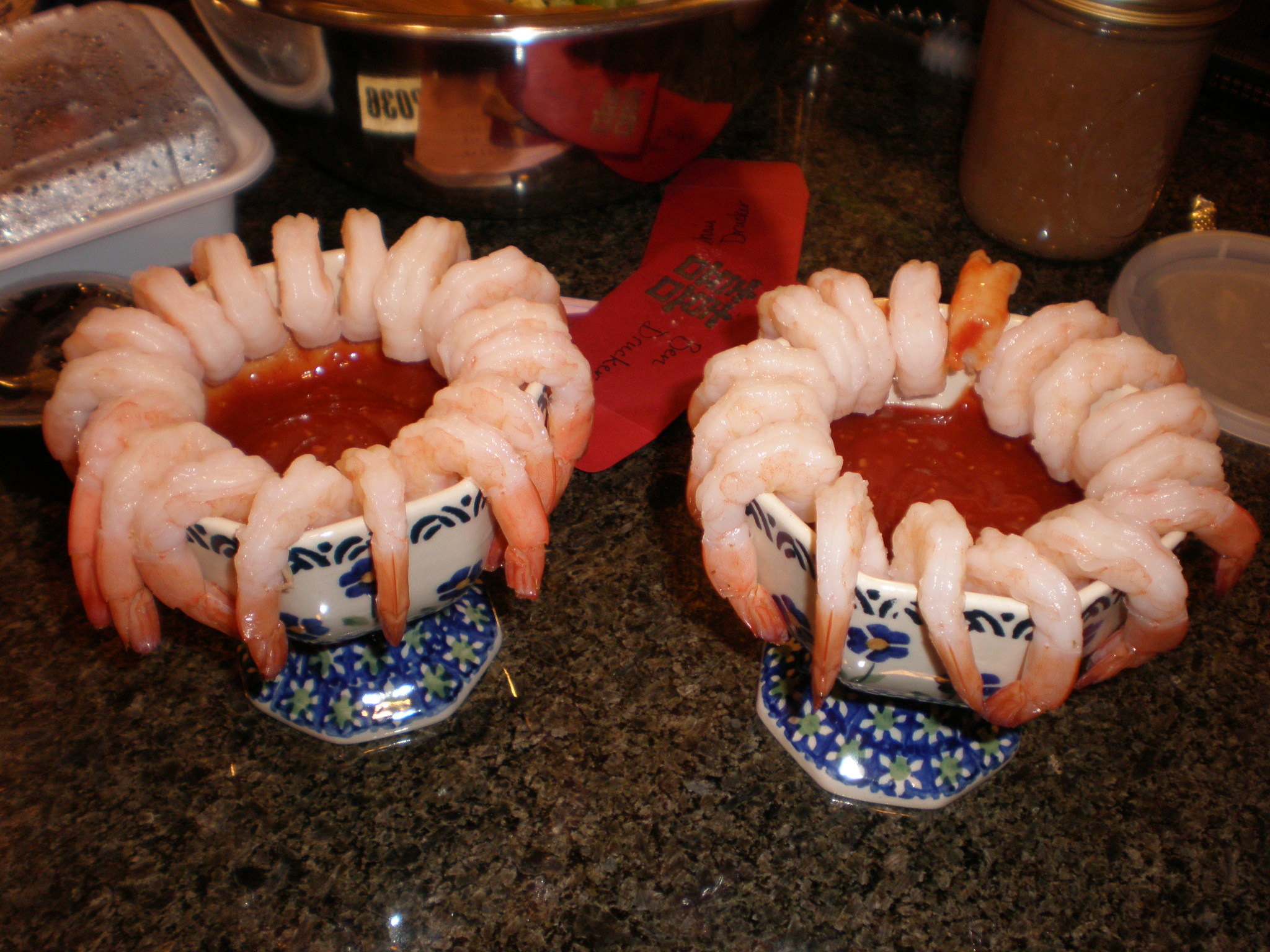
Deux cocktails de crevettes.

Le cocktail de crevettes (en anglais prawn cocktail ou shrimp cocktail) est un plat de fruits de mer, généralement servi en entrée, dans un verre, et préparé à partir de crevettes cuites épluchées et d'une sauce cocktail. Le cocktail de crevettes a été très populaire au Royaume-Uni des années 1960 aux années 1980, et a été également courant aux États-Unis à la même époque. Le cocktail de crevettes est souvent considéré aujourd'hui au Royaume-Uni comme le plat type d'une cuisine désuète, associée à cette période.

## Origine
L'association de fruits de mer cuits avec une sauce relevée est ancienne : des plats similaires au cocktail de crevettes, à base d'huîtres ou de crevettes, étaient populaires aux États-Unis à la fin du XIXe siècle. Certains auteurs font remonter le service de ce type de plat dans un verre à cocktail à la période de la prohibition (années 1920). Au Royaume-Uni, l'invention du cocktail de crevettes est souvent attribuée à Fanny Cradock, qui présentait une émission télévisée culinaire dans les années 1960. Néanmoins, il est plus vraisemblable qu'elle n'ait fait que populariser une recette déjà utilisée. En 1997, dans The Prawn Cocktail Years, Simon Hopkinson et Lindsey Bareham font remonter le cocktail de crevettes au cuisinier français Auguste Escoffier.

## Produits dérivés
Au début du XXIe siècle, les chips saveur cocktail de crevettes sont parmi les plus populaires au Royaume-Uni (au 2e rang avec 16 % des ventes d'après une enquête de 2004).